# Uproar
Uproar (auch Uproar – Aufruhr) ist ein Filmdrama von Paul Middleditch und Hamish Bennett. Der Coming-of-Age-Film mit Julian Dennison, Minnie Driver, Rhys Darby, James Rolleston und Erana James ist eine neuseeländische Produktion. Der Film feierte im September 2023 beim Toronto International Film Festival seine Premiere und kam Anfang Oktober 2023 in die neuseeländischen Kinos.

## Handlung
1981 in Neuseeland. Der 17-jährige Schüler Josh Waaka leidet an Übergewicht. Er ist zwischen den Erwartungen seiner von Rugby besessenen Familie und dem Wunsch Theaterschauspieler zu werden hin- und hergerissen. Als nach der Ankunft der südafrikanischen Rugby-Nationalmannschaft während der Springbok-Tournee in Neuseeland soziale Unruhen ausbrechen und des zu landesweiten Proteste gegen Apartheid und Rassismus kommt, kämpft Josh vor allem mit sich selbst. Er erkennt jedoch bald, dass es in seiner eigenen Verantwortung liegt, das Erbe seines verstorbenen Vaters anzunehmen und für die Rechte der Maori zu kämpfen. Gemeinsam mit seiner besten Freundin Grace beteiligt er sich an den Protesten.

## Produktion

### Filmstab, Besetzung und Synchronisation

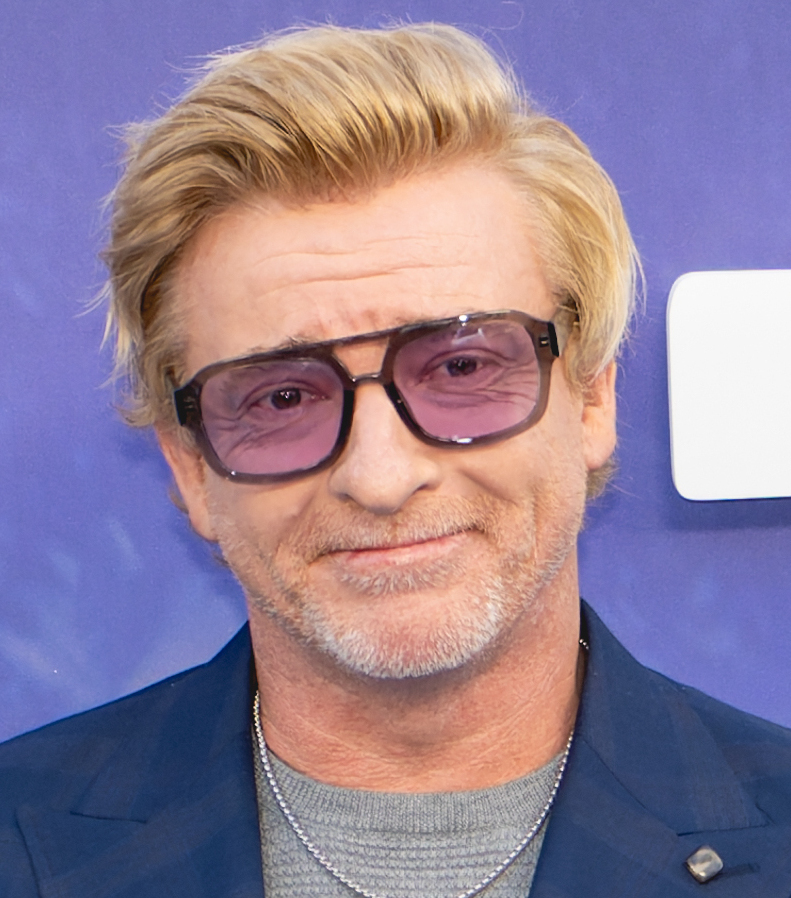
Rhys Darby spielt Lehrer Madigan, der Josh in seine Theatergruppe holt

Der Film basiert auf einer wahren Geschichte. Das Drehbuch schrieben Hamish Bennett und Sonia Whiteman. Bennett führte gemeinsam mit Paul Middleditch auch Regie. 
Julian Dennison, bekannt aus Filmen wie Wo die wilden Menschen jagen von Taika Waititi und Deadpool 2 von David Leitch, spielt in der Hauptrolle Josh Waaka. Der neuseeländische Schauspieler ist maorischer Abstammung. Minnie Driver spielt seine Mutter Shirley, James Rolleston seinem Bruder Jamie und Jada Fa'atui seine beste Freundin Grace. Mark Mitchinson spielt den Rektor der St Gilbert's School for Men und John Leigh deren Rugby-Coach Dennis. Rhys Darby ist in der Rolle des Lehrers Madigan zu sehen, der Josh in die Theatergruppe holt. Erana James übernahm die Rolle der jungen Maori-Frau Samantha, die Josh bei den Protesten kennenlernt. Mabelle Dennison spielt deren Tante Tui.
Die deutsche Synchronisation entstand nach einem Dialogbuch von Ulrich Georg und der Dialogregie von Monica Bielenstein im Auftrag der TaunusFilm Synchron GmbH in Berlin.

### Dreharbeiten, Filmmusik und Veröffentlichung
Gedreht wurde der Film in Neuseeland. Als Kamerafrau fungierte Maria Ines Manchego.
Die Filmmusik komponierte der Neuseeländer Karl Sölve Steven, der zuletzt vorwiegend für Fernsehserien, aber auch die Dokumentarfilme Never Look Away von Lucy Lawless und Rebel Nun von Dominic Sivyer tätig war.
Die Weltpremiere von Uproar fand am 7. September 2023 beim Toronto International Film Festival statt. Ende Oktober, Anfang November 2023 wurde er beim Brisbane International Film Festival gezeigt. Der Kinostart in Neuseeland war am 5. Oktober 2023, in Australien am 30. November 2023. Ende September 2024 wurde Uproar beim Internationales Filmfestival Schlingel gezeigt. Die Free-TV-Premiere in Deutschland erfolgte am 21. April 2025 im ZDF.

## Rezeption

### Kritiken
Von den bei Rotten Tomatoes aufgeführten Kritiken sind alle positiv.

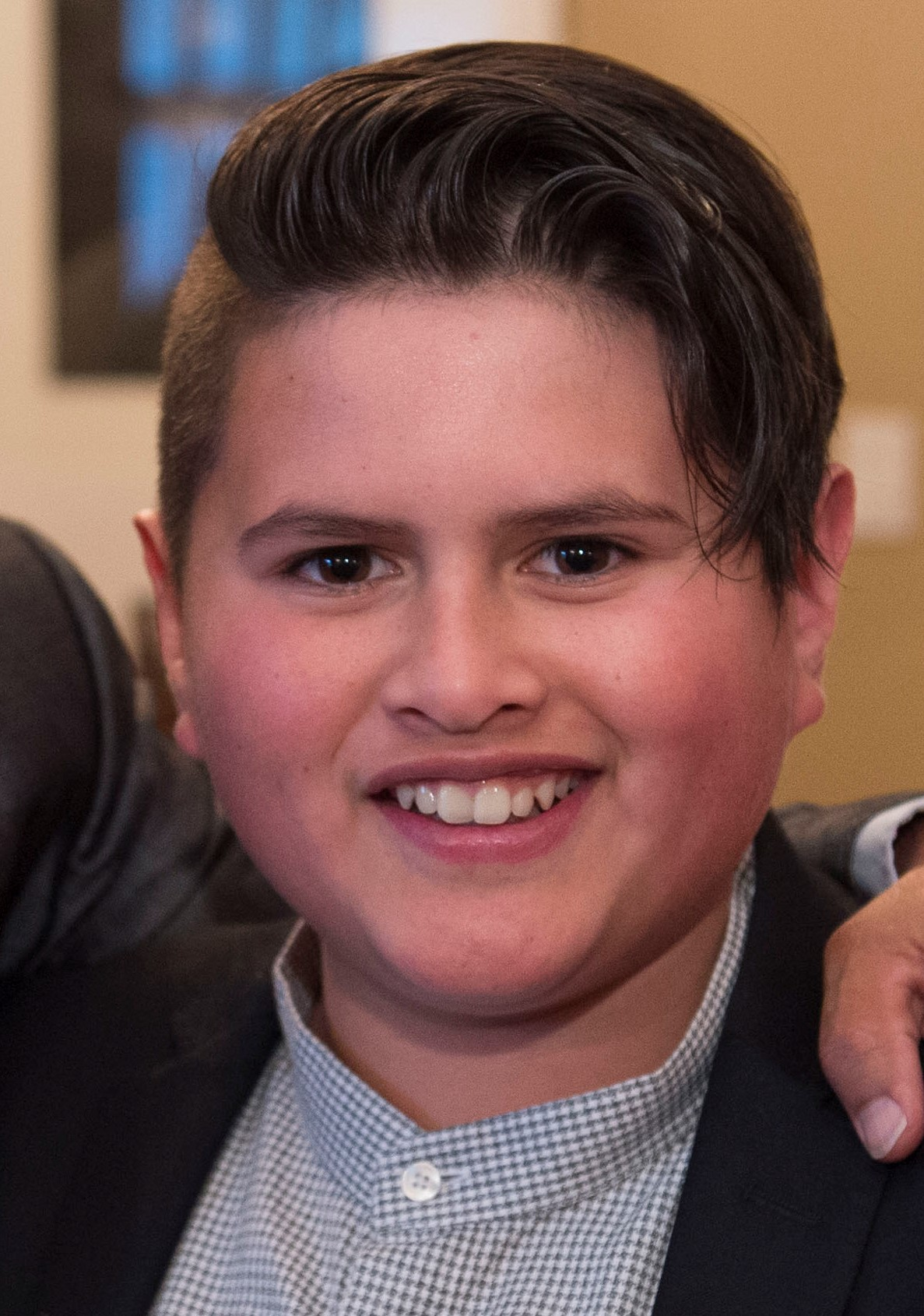
Julian Dennison spielt in der Hauptrolle Josh Waaka

Marya E. Gates schreibt in ihrer Kritik, auch wenn das Drehbuch von Hamish Bennett und Sonia Whiteman teilweise nach einem Schema F klingt, habe der Film viel Herz. Julian Dennison, der das Publikum mit seinem witzigen komödiantischen Timing und seiner überbordenden Emotionalität in Taika Waititis verrückter Wo die wilden Menschen jagen bezauberte, bringe einmal mehr seine typische Wärme, seinen Humor und sein Pathos in eine einzigartige und tief berührende Darbietung ein. Mit seinem ganz eigenen Charme und Witz ermögliche Joshs Reise Dennison, eine tiefere Quelle komplexer dramatischer Emotionen anzuzapfen, die oft mit nur einem Blick zum Ausdruck kämen. Uproar zeige die Folgen der Assimilation und die anhaltenden Aggressionen der Kolonialisten auf eine Weise, die so aktuell ist wie eh und je, mit Parallelen zu den Rechten indigener und aboriginesischer Völker.

### Auszeichnungen
Australian Directors Guild Awards 2024
- Auszeichnung für die Beste Regie – Spielfilm, Budget von 1,5 Millionen AUS$ oder mehr (Paul Middleditch und Hamish Bennett)[12]

Internationales Filmfestival Schlingel 2024
- Nominierung als Bester internationaler Spielfilm für den Preis der Jugendjury (Hamish Bennett und Paul Middleditch)
- Nominierung für den Fairplay Award (Paul Middleditch und Hamish Bennett)[8]